# Xabier Azkargorta
Francisco Javier Azcargorta Uriarte, (escrito en castellano) (Azpeitia, Guipúzcoa, 26 de septiembre de 1953) más conocido como Xabier Azkargorta (escrito en su idioma materno euskera), es un médico, ex jugador profesional de fútbol y un entrenador de fútbol español. Azkargorta es más conocido por haber dirigido a la selección de fútbol de Bolivia cuando clasificó a la Copa Mundial de 1994, la única vez que esta selección llegó a la máxima instancia mundialista por clasificación propia. Además es licenciado en medicina y cirugía por la Universidad de Barcelona.

## Futbolista
La carrera futbolística, como jugador, de Xabier Azkargorta fue muy breve. Ingresó en 1969 en la Real Sociedad para jugar en su equipo juvenil, procedente del Lagun Onak de su localidad natal. Después de dos temporadas, en 1971, fichó por el equipo juvenil del Athletic Club. Esa decisión estuvo motivada porque quería estudiar Medicina y, en ese momento, solo podía hacerlo en Bilbao y no en San Sebastián.
Siendo jugador del Bilbao Athletic, con veinte años, sufrió una grave lesión en la rodilla derecha de la que decidió no operarse por el riesgo de quedarse cojo. Continuó jugando en el Lagun Onak, con el que logró el ascenso a Tercera División en 1975. Ya en Tercera División, cayó lesionado nuevamente en la rodilla en un encuentro frente al Getafe Deportivo y se vio obligado a retirarse.

## Entrenador
Los éxitos de Azkargorta llegarían como técnico, donde fue el técnico español más internacional de la historia [cita requerida]habiendo entrenado a dos selecciones sudamericanas, la chilena y la boliviana, a un equipo japonés, el Yokohama Marinos, y a un mexicano, el Guadalajara. También fue director deportivo del Beijing Gouan chino.

### Inicios en el fútbol español
En 1978 obtiene el título de Entrenador Nacional de Fútbol en Oviedo, siendo el número uno de su promoción. Comenzó su carrera como técnico en los juveniles del Lagun Onak y en Tercera División de España, con el Aurrera Ondarroa.
En la temporada 1982/83, Azkargorta dirige al Gimnàstic de Tarragona, por aquel entonces equipo de Segunda División de España, lo que le sirve como trampolín para dirigir al año siguiente en Primera División de España.
Azkargorta entró en la historia del fútbol español como el técnico más joven en dirigir en Primera, con 29 años, al RCD Espanyol, en la temporada 1983/84; donde pasaría dos campañas más, hasta la 1985/86. En verano de 1986 ficha por el Real Valladolid, donde pasa otra temporada. Después se sentaría en el banquillo del Sevilla F. C. durante dos campañas, desde 1987 hasta 1989. Termina su periplo por el fútbol español entrenando al C.D. Tenerife dos años, desde 1989 hasta 1991, donde el Bigotón recuerda un partido donde "nos enfrentamos al Deportivo, que estaba en Segunda, en la promoción. Empatamos en casa y allí vencimos 0-1 y nos mantuvimos en Primera".

### Selecciones de Bolivia y Chile
Tras su paso por el fútbol español, inicia su aventura internacional poniendo rumbo a Bolivia, para entrenar al combinado nacional. Llega en 1993 y hace historia en el fútbol boliviano al clasificar por primera vez desde 1950 a Bolivia para un Mundial, el de USA '94. La popularidad del técnico español en Bolivia fue tal que el entonces presidente Sánchez de Lozada le propuso hacerse cargo del Ministerio de Educación, Sanidad y Deporte, cargo que rechazó. Todavía hoy, Xabier Azkargorta es el único entrenador en toda la historia del fútbol boliviano que ha logrado clasificar al seleccionado de aquel país para un Mundial de Fútbol.
El prestigio que Azkargorta adquirió en Bolivia, le hizo famoso en toda Sudamérica, lo que le permitió fichar y dirigir durante dos años a la selección chilena. Sin embargo, la historia de Azkargorta en Bolivia no pudo repetirse en Chile. Pese a tener buenas credenciales (que avalaban su contratación de parte de la Asociación Chilena de Fútbol), e inmerso en un ambiente de duras críticas, los resultados en el plano deportivo nunca llegaron, y ante una decepcionada hinchada, un ambiente periodístico hostil por el fracaso del proceso y una apremiante necesidad por clasificarse para el mundial de Francia 1998, Azkargorta decide renunciar al cargo al comienzo de las eliminatorias para ese mundial, tras obtener en calidad de visita un pobre empate 1-1 ante la selección de Venezuela, considerado en ese entonces el combinado más débil de las eliminatorias sudamericanas.

### Paso por Japón y México
Tras su etapa por el fútbol sudamericano ficha por el Yokohama Marinos japonés, donde coincide con Julio Salinas, a finales de 1996. Fue despedido en agosto de 1998.
La llegada de Florentino Pérez a la presidencia del Real Madrid y las escuelas que creó en diversos países sudamericanos y centroamericanos, propició que el propio Florentino, Jorge Valdano, director deportivo, y Emilio Butragueño, vicepresidente del Real Madrid, eligieran a Xabier Azkargorta como el embajador madridista en América y director de las escuelas deportivas internacionales del Real Madrid en 2003, motivo por el cual llega a México para encargarse de la apertura de la primera escuela del Real Madrid fuera de España, la cual se ubicaría en las instalaciones deportivas de la prestigiosa Universidad Anáhuac perteneciente a los legionarios de Cristo. 
Dos años más tarde, en verano de 2005, le llega una oferta para entrenar al Chivas de Guadalajara, por lo que se desvincula del Real Madrid, al que dijo sentirse "muy agradecido por estos dos años y por todas las facilidades del club para mi salida. Ha sido una experiencia grandiosa y sólo puedo dar las gracias”, para firmar por el club azteca. Sin embargo, su paso por México fue un fracaso y Azkargorta sólo obtuvo 11 de los 36 puntos disputados a lo largo del Torneo Apertura. Fue despedido tres meses después, debido a los malos resultados. La llegada del técnico español al club más popular del fútbol mexicano no fue en el mejor momento, ya que el equipo del multimillonario Jorge Vergara acababa de despedir a Benjamín Galindo y la afición nunca aceptó la llegada del Bigotón.
El Real Madrid había firmado acuerdos de colaboración para la explotación de los derechos audiovisuales con algunos equipos chinos, y Emilio Butragueño le ofrece a Xabier la oportunidad de hacerse cargo de la dirección deportiva del Beijing Gouan.
Xabier Azkargorta puede presumir de haber descubierto a jugadores como Fernando Redondo, a quien fichó para el Tenerife; Shunsuke Nakamura, que debutó con el técnico español con 18 años; Patricio Araujo, joven promesa mexicana, y la estrella boliviana de USA '94, Marco Etcheverry.
El 14 de julio de 2008 firma por el Valencia CF, de la mano del empresario Juan Villalonga, para desempeñar las funciones de director deportivo, cargo que dejó en el plazo de un mes, ya que dicho empresario no acaba ejerciendo la opción de compra sobre el club que estaba negociando.

### Regreso a Bolivia
A principios de julio de 2012 y tras la renuncia de Gustavo Quinteros como DT de la Selección de Bolivia, el Bigotón sonó fuerte para sucederlo en el cargo ya que tenía el apoyo masivo de los hinchas. Tras algunos días de ajustar detalles en su contrato, decide volver a ser el estratega del combinado boliviano, a mitad de gestión. Sin embargo, no pudo repetir el éxito de su anterior etapa y fue destituido el 9 de marzo de 2014. Al día siguiente se anuncia su fichaje por el Club Bolívar, en reemplazo del entrenador Vladimir Soria con el que consigue por primera vez en la historia del club la clasificación a Semifinales de la Copa Libertadores de América, con una estupenda campaña en la que termina líder del grupo, teniendo en frente a rivales como Club León de México y Flamengo de Brasil. posteriormente, una vez terminado el Mundial del mismo año, es eliminado en esa instancia por San Lorenzo de la Argentina. Se desvincula del club al año siguiente.
El 14 de septiembre del 2015, llegó a un acuerdo con los dirigentes del Oriente Petrolero de la Primera División de Bolivia para ser el entrenador del equipo por un año. El 8 de marzo de 2016, fue destituido del Oriente Petrolero por falta de resultados.
El 12 de septiembre de 2016 asumió como nuevo entrenador del Sport Boys de la Primera División de Bolivia, esto para dirigir al equipo en la Copa Libertadores de América en la fase de grupos.
El 10 de diciembre de 2020 asume como entrenador de equipo Club Atlético Palmaflor de la Primera División de Bolivia, llevando al equipo recién ascendido a una competición internacional como es la Copa Sudamericana.
Azkargorta, en mayo de 2021 asume como asesor deportivo del Gobierno Autónomo Municipal de Santa Cruz, a invitación del empresario y político boliviano Jhonny Fernández actual Alcalde de Santa Cruz de la Sierra.

## Otros títulos
- Licenciado en Medicina y Cirugía por la Universidad de Barcelona.
- Ha sido profesor de Táctica y Estrategia en la Escuela Nacional de Entrenadores de fútbol en España y ha impartido cursos en todo el mundo.
- Habla cinco idiomas, sin incluir el español: inglés, francés, japonés, euskera y catalán. No tiene problemas para entender el italiano y el portugués.

## Clubes

### Jugador
| Club            | País   | Año       |
| --------------- | ------ | --------- |
| Real Sociedad   | España | 1969-1971 |
| Bilbao Athletic | España | 1971-1974 |
| Lagun Onak      | España | 1974-1976 |

### Como entrenador
| Club                    | País    | Año       | P   | PG  | PE  | PP  | %      |
| ----------------------- | ------- | --------- | --- | --- | --- | --- | ------ |
| Lagun Onak              | España  | 1978-1980 | 76  | 26  | 18  | 32  | 42.1%  |
| Aurrerá de Ondarroa     | España  | 1981-1982 | 42  | 17  | 15  | 10  | 52.38% |
| Nàstic de Tarragona     | España  | 1982-1983 | 38  | 15  | 12  | 11  | 50%    |
| RCD Espanyol            | España  | 1983-1986 | 118 | 44  | 35  | 39  | 47.18% |
| Real Valladolid         | España  | 1986-1987 | 39  | 14  | 11  | 14  | 45.3%  |
| Sevilla FC              | España  | 1987-1989 | 63  | 21  | 21  | 21  | 44.44% |
| CD Tenerife             | España  | 1990-1991 | 42  | 14  | 6   | 22  | 38.09% |
| Selección de Bolivia    | Bolivia | 1993-1994 | 35  | 8   | 14  | 13  | 36.19% |
| Selección de Chile      | Chile   | 1995-1996 | 18  | 9   | 5   | 4   | 59.26% |
| Yokohama F. Marinos     | Japón   | 1997-1998 | 49  | 34  | 0   | 15  | 69.39% |
| Chivas                  | México  | 2005      | 14  | 3   | 6   | 5   | 35.72% |
| Selección de Bolivia    | Bolivia | 2012-2014 | 15  | 3   | 7   | 5   | 35.56% |
| Bolívar                 | Bolivia | 2014-2015 | 69  | 39  | 14  | 16  | 63.28% |
| Oriente Petrolero       | Bolivia | 2015-2016 | 26  | 8   | 10  | 8   | 43.59% |
| Sport Boys Warnes       | Bolivia | 2016-2017 | 46  | 14  | 12  | 20  | 39.13% |
| Club Atlético Palmaflor | Bolivia | 2020      | 9   | 3   | 3   | 3   | 44.44% |
| Total                   | Total   | Total     | 699 | 272 | 189 | 238 | 47.92% |

## Palmarés

### Entrenador

#### Títulos
| Título           | Club                | País    | Año           |
| ---------------- | ------------------- | ------- | ------------- |
| Copa Canadá      | Selección Chilena   | Chile   | 1995          |
| J. League        | Yokohama F. Marinos | Japón   | 1998          |
| Primera División | Bolívar             | Bolivia | Apertura 2014 |
| Primera División | Bolívar             | Bolivia | Clausura 2015 |